# Clavularia ramosa
Clavularia ramosa is een zachte koraalsoort uit de familie Clavulariidae. De koraalsoort komt uit het geslacht Clavularia. Clavularia ramosa werd in 1894 voor het eerst wetenschappelijk beschreven door Hickson. 